# نووه کامین (استان اشوی‌داشکسیه)
نووه کامین (به لهستانی: Nowy Kamień) یک منطقهٔ مسکونی در لهستان است که در گمینا دویکوزه واقع شده‌است. نووه کامین ۵۳۰ نفر جمعیت دارد.